# 广安寺
广安寺，位于中国广东省揭阳市揭东区锡场镇，为揭东区文物保护单位，类型为古建筑，公布时间为1994年8月。
广安寺的历史年代为民国。